# Успенский собор (Полтава)
Успенский собор (укр. Успенський собор) — православный храм в Полтаве, главный храм на территории Полтавской крепости. Собор строился 22 года — с 1748 по 1770 год. Руководил постройкой талантливый украинский архитектор Степан Стобенский, а строили собор полтавские мастера. Собор был полностью разрушен в 1934 году. В 2000—2004 годах Свято-Успенский собор был заново отстроен.
Памятником архитектуры национального значения (охранный номер 582). является колокольня этого собора, заложенная в 1774 и построенная в 1801 году. Внешние формы и элементы декора колокольни несут черты барокко. Однако чёткая композиция, шпиль, а не купол, вход в виде четырёхколонного портика свидетельствуют о значительном влиянии классицизма. Сегодня колокольня Свято-Успенского собора удачно замыкает перспективу главной улицы города — Соборности.

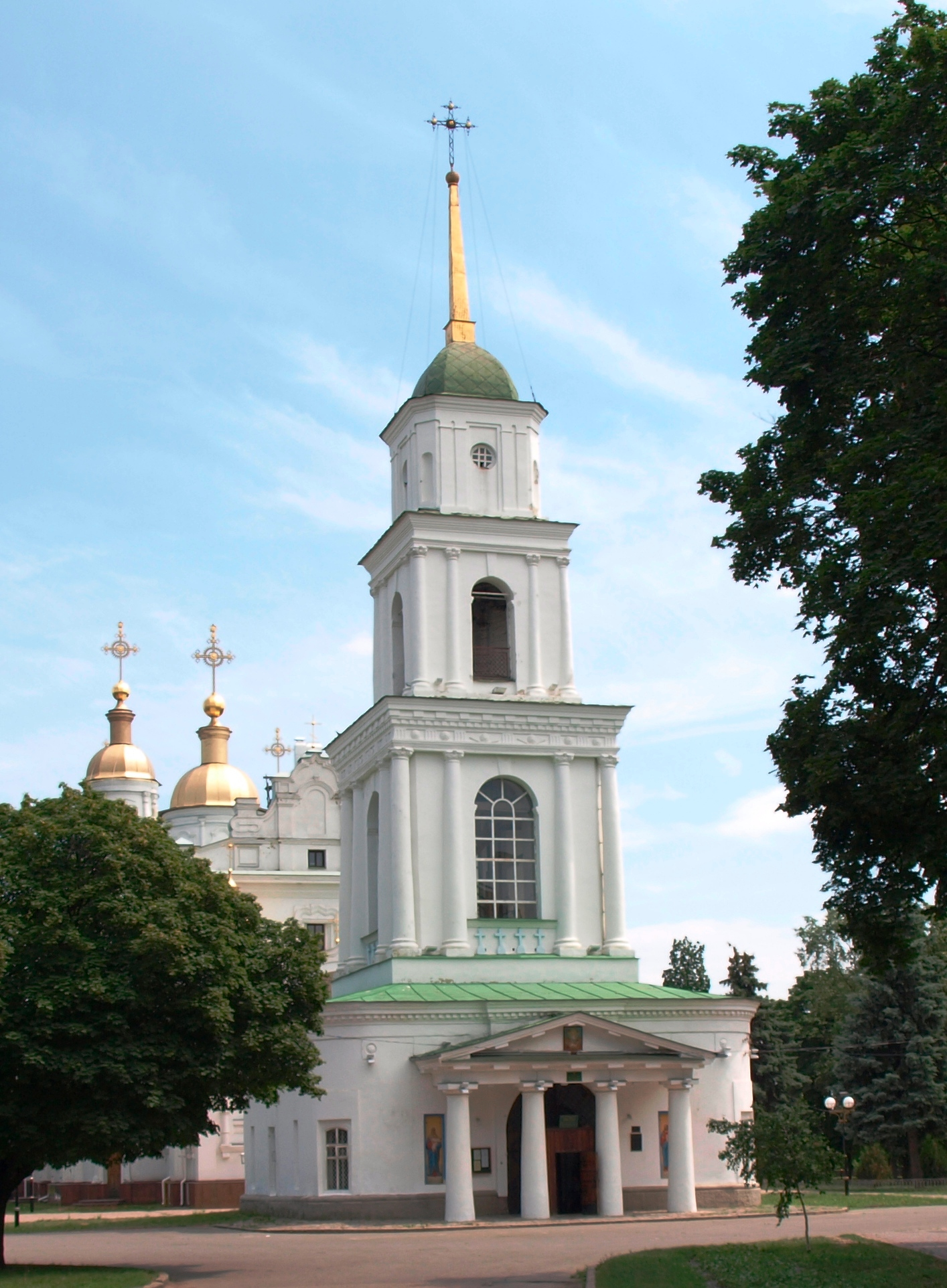
Колокольня
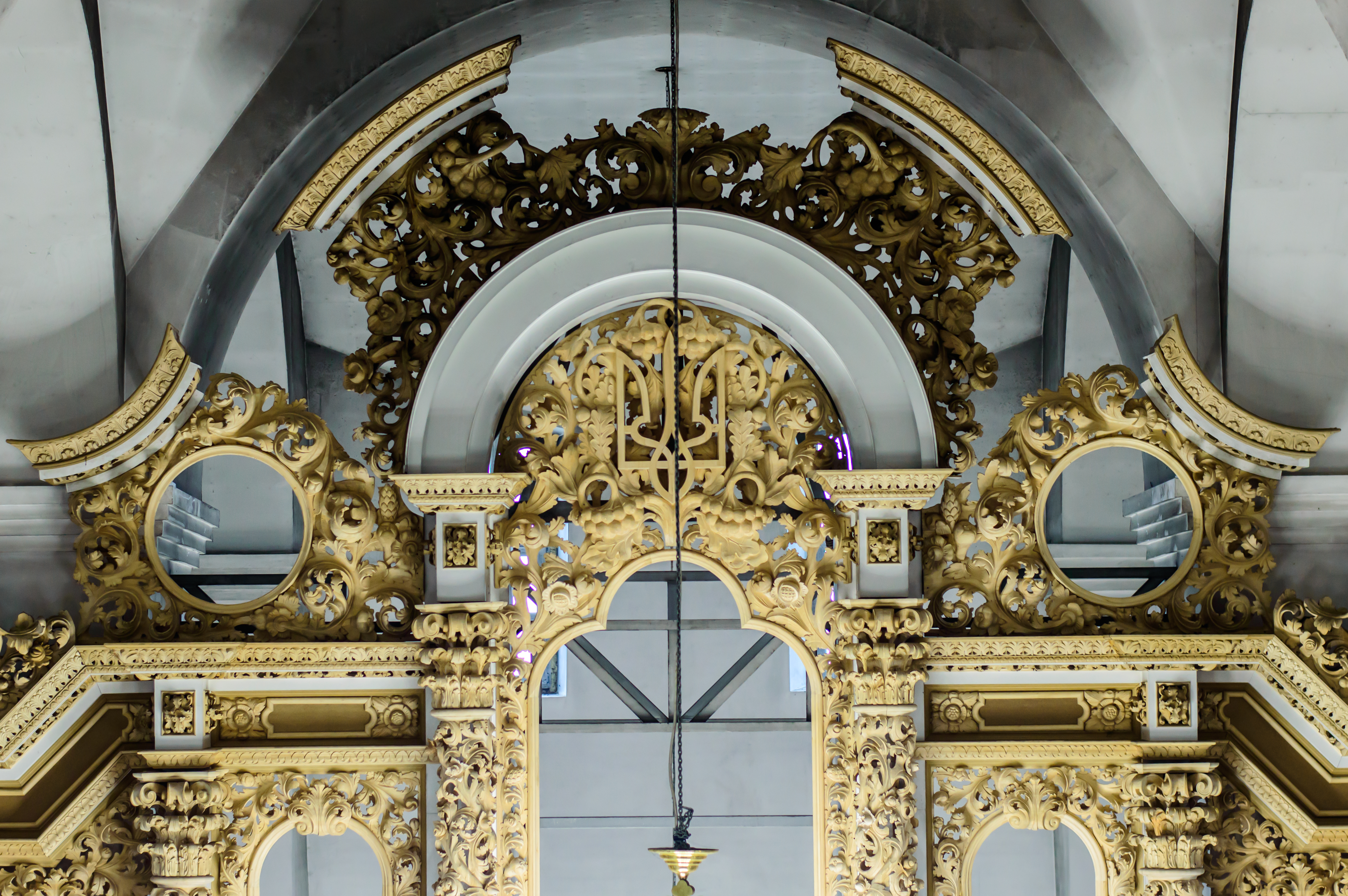
Фрагмент иконостаса
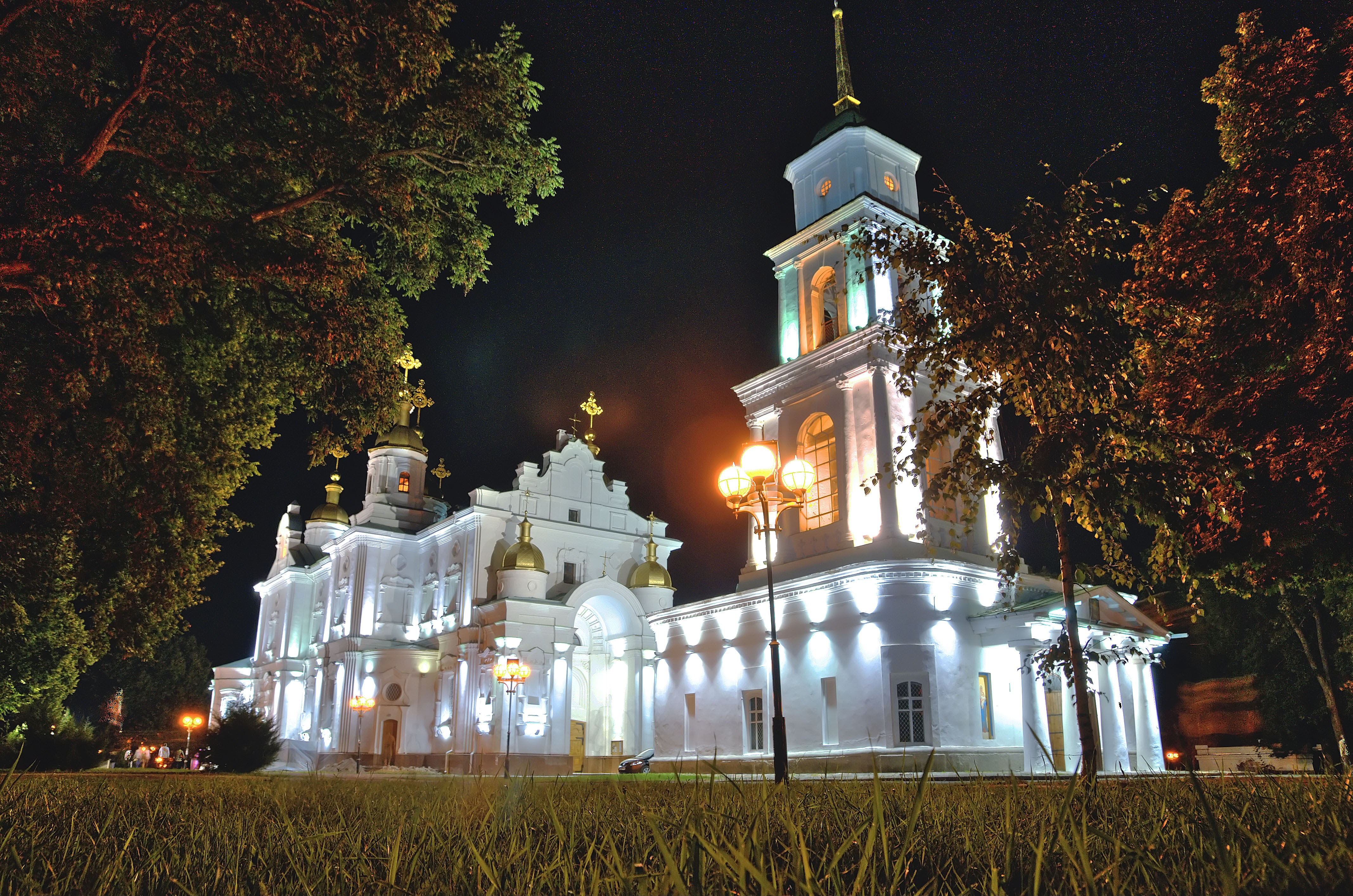
Свято-Успенский собор ночью